# Molophilus pertenuis
Molophilus pertenuis är en tvåvingeart som beskrevs av Alexander 1953. Molophilus pertenuis ingår i släktet Molophilus och familjen småharkrankar.
Artens utbredningsområde är Peru. Inga underarter finns listade i Catalogue of Life.